# IC 2196
IC 2196 est une galaxie elliptique située dans la constellation des Gémeaux. Sa vitesse par rapport au fond diffus cosmologique est de 4 901 ± 92 km/s, ce qui correspond à une distance de Hubble de 72,3 ± 5,2 Mpc (∼236 millions d'al). IC 2196 a été découverte par l'astronome américain Edward Emerson Barnard en 1888.

## Groupe de NGC 2410
IC 2196 fait partie d'un groupe de galaxies d'au moins 5 membres, le groupe de NGC 2410. Outre IC 2196 et NGC 2410, les autres du groupe sont IC 2193, IC 2199 et UGC 3904.